# Szlovénia hívójelkörzetei
Szlovénia jelenleg (2024) nincs hívójelkörzetekre felosztva sem területi, sem másegyéb alapon.
Szlovénia számára az ITU az S5 hívójelprefixet jelölte ki.
| Prefix | Terület/jelleg                             |
| ------ | ------------------------------------------ |
| S5     | Szlovénia teljes területe                  |
| YU3    | Jugoszlávia 3-as körzete volt. (kivezetve) |

## Lajstromjel
Vízi és légi járművek lajstromjelezéséhez a S5 prefixet használják.